# Associazione Calcio Femminile Lugo
L'Associazione Calcio Femminile Lugo, meglio nota anche come A.C.F. Lugo e, per ragioni di sponsor, come Zambelli Lugo, è stata una squadra di calcio femminile attiva tra gli anni settanta e i primi anni duemila nella cittadina di Lugo, in provincia di Ravenna. Ha vinto una Coppa Italia nell'edizione 1995-1996 e ha partecipato al campionato di Serie A per sei stagioni consecutive.

## Storia

La vittoria della Coppa Italia 1995-1996

La società venne fondata inizialmente come progetto sperimentale partecipando ai campionati provinciali organizzati dalla UISP. Poi, col passare del tempo, divenne a tutti gli effetti una società affiliata alla Lega Nazionale Dilettanti, partecipando ai campionati femminili di calcio fino ad approdare in Serie A.
Nella massima serie il Lugo militò per diversi anni, tra le stagioni 1993-1994 e 1998-1999, ottenendo come migliore piazzamento il terzo posto dell'edizione 1994-1995. Nel mezzo, il Lugo divenne la prima e fin qui unica squadra romagnola a vincere un trofeo nazionale, la Coppa Italia, cosa che avvenne nel maggio 1996 battendo la Fiammamonza nella doppia finale; raggiunse poi un'altra finale di coppa nel 1998, stavolta venendo battuta dall'ACF Milan.
Nel 1999, giungendo al penultimo posto in campionato, retrocedette in Serie B. Tuttavia la società, ritenendo inutile se non dannoso spendere gli stessi soldi di una massima categoria per la serie cadetta (allora a girone unico), decise di autodeclassarsi in Serie C, campionato a carattere regionale dal quale la Nuova ACF Lugo ripartì l'anno seguente con buoni successi. 
La formazione biancorossa tornò in Serie B nelle stagioni 2003-2004 e 2004-2005, ma chiuse definitivamente i battenti per mancanza di forze umane ed economiche nel 2005.

## Palmarès

### Competizioni nazionali
- Coppa Italia: 1

1995-1996

### Altri piazzamenti
- Campionato italiano:

Terzo posto: 1994-1995
- Coppa Italia:

Finalista: 1997-1998